# Pygopleurus labaumei
Pygopleurus labaumei är en skalbaggsart som beskrevs av Rudolph Petrovitz 1971. Pygopleurus labaumei ingår i släktet Pygopleurus och familjen Glaphyridae. Inga underarter finns listade i Catalogue of Life.